# Opere di Giannino Castiglioni
Di seguito un elenco di alcune opere dall'artista italiano Giannino Castiglioni.

## Elenco delle opere
| Opera | Nome | Anno      | Materiale        | Dimensioni | Località            | Collocazione                                               | Note |  |
| ----- | --- | --------- | ---------------- | ---------- | ------------------- | ---------------------------------------------------------- | ---- |  |
|       | Porta Castiglioni del Duomo di Milano | 1950      | bronzo           |            | Milano              | Duomo di Milano                                            |      |  |
|       | Fontana di San Francesco | 1926      | bronzo e Pietra  |            | Milano              | piazza S. Angelo (Via Moscova)                             |      |  |
|       | Statua del Cristo Re nella nicchia della facciata dell'Università Cattolica del Sacro Cuore di Milano                                                                    |           |                  |            | Milano              | Università Cattolica del Sacro Cuore                       |      |  |
|       | Medaglioni scultorei nella Galleria delle Carrozze |           | pietra           |            | Milano              | Stazione di Milano Centrale                                |      |  |
|       | Piazzetta IV Novembre |           | Pietra           |            | Lierna              | Lago di Como                                               |      |  |
|       | La Madre (Castiglioni) |           | Marmo            |            | Uruguay             | Montevideo                                                 |      |  |
|       | Villa Pini |           |                  |            | Lierna              | Lago di Como                                               |      |  |
|       | Faro di Lierna con fontana dell'acqua Valdonedo |           | Pietra           |            | Lierna              | Lago di Como                                               |      |  |
|       | Progettazione del Borgo di Lierna Lago di Como | 1926-1931 |                  |            | Lierna Lago di Como |                                                            |      |  |
|       | Fontana dell'Acqua Ferruginosa | 1926      | granito e bronzo |            | Lierna              | Lungolario Riva Bianca, Lierna                             |      |  |
|       | Scalinata Monumentale di Riva Bianca (detta Scalinata della Regina) |           | Pietra           |            | Lierna Lago di Como |                                                            |      |  |
|       | Antenna Monumentale Portabandiera con scalinata | 1927      |                  |            | Lierna Lago di Como | Riva Bianca                                                |      |  |
|       | Antenna Monumentale Portabandiera | 1927      |                  | bronzo     | Argentina           | Boulevard Macacha Güemes Buenos Aires                      |      |  |
|       | Pala d'altare Crocefisso | 1966      | bronzo           |            | Regno Unito         | Dolgellau, Galles, Chiesa Our Lady of Seven Sorrow's       |      |  |
|       | Palazzo del Parlamento di Montevideo (sculture facciata) |           | bronzo           |            | Uruguay             | Montevideo                                                 |      |  |
|       | Scultura La Scienza |           | bronzo           |            | Uruguay             | Parco del Palazzo del Parlamento di Montevideo, Montevideo |      |  |
|       | Scultura La Giustizia |           | bronzo           |            | Uruguay             | Parco del Palazzo del Parlamento di Montevideo, Montevideo |      |  |
|       | Scultura Il lavoro |           | bronzo           |            | Uruguay             | Parco del Palazzo del Parlamento di Montevideo, Montevideo |      |  |
|       | Scultura La legge |           | bronzo           |            | Uruguay             | Parco del Palazzo del Parlamento di Montevideo, Montevideo |      |  |
|       | Palazzo Comunale | 1958      |                  |            | Italia              | Lierna                                                     |      |  |
|       | Scuola Materna in collaborazione con il figlio Achille Castiglioni (riedificazione per volontà donazione Comm. Aldo Natoli, Presidente Scuola Materna dal 1961 e Parodi) | 1958      |                  |            | Italia              | Lierna                                                     |      |  |
|       | Cimitero di Lierna |           |                  |            | Italia              | Lierna                                                     |      |  |
|       | Monumento ai caduti di Lecco | 1926      | granito          |            | Lecco               | Lungolario Isonzo, Lecco                                   |      |  |
|       | Tomba di Papa Pio XI | 1939 ca.  |                  |            | Vaticano            | Grotte Vaticane                                            |      |  |
|       | Golgota, Mausoleo Antonio Bernocchi | 1936 ca.  | Marmo di Musso   |            | Milano              | Cimitero Monumentale di Milano                             |      |  |
|       | Sacrario militare di Redipuglia | 1938      | Pietra           |            | Fogliano Redipuglia | Redipuglia                                                 |      |  |
|       | Monumento ai martiri di piazzale Loreto | 1960      | bronzo           |            | Milano              | Piazzale Loreto (Viale Andrea Doria)                       |      |  |
|       | Apparato scultoreo del Sacrario militare del monte Grappa | 1932-1935 | Pietra           |            | Italia              | Monte Grappa                                               |      |  |
|       | Sacrario militare di Caporetto | 1938      | Pietra           |            | Slovenia            | Caporetto                                                  |      |  |
|       | Fontana degli Eroi | 1932      | bronzo e Pietra  |            | Italia              | Legnano                                                    |      |  |
|       | Fontana della vita | 1932-1933 | bronzo e Pietra  |            | Italia              | Olgiate Olona                                              |      |  |
|       | Museo Identitario (Lierna) | 1931      | bronzo e Pietra  |            | Italia              | Cimitero di Lierna                                         |      |  |
|       | Fontana di Legnano |           | bronzo           |            | Italia              | Legnano                                                    |      |  |
|       | Monumento di Magenta |           | bronzo e Pietra  |            | Italia              | Magenta (Italia)                                           |      |  |
|       | Palazzo Atelier Castiglioni (Atelier di Giannino, Achille, Piergiacomo e Livio Castiglioni)                                                                              |           |                  |            | Italia              | Lierna, Via Roma                                           |      |  |
|       | Figura Maschile di Benjamin Franklin |           | bronzo           |            | Italia              | Pinacoteca Ambrosiana di Milano                            |      |  |
|       | Dante Alighieri (Castiglioni) |           | bronzo           |            | Italia              | Pinacoteca Ambrosiana di Milano                            |      |  |
|       | Paracelso (Castiglioni) |           | bronzo           |            | Italia              | Pinacoteca Ambrosiana di Milano                            |      |  |
|       | Fontana della Medusa |           | bronzo e Pietra  |            | Italia              | Pinacoteca Ambrosiana                                      |      |  |